# Аллюодия
Аллюодия или Аллуаудия (лат. Alluaudia) — род суккулентных растений семейства Дидиереевые (Didiereaceae), включает шесть видов.

## Название
Родовое латинское (научное) название Alluaudia дано в честь Шарля Аллюо (фр. Charles Alluaud, 1861—1949) — французского исследователя и энтомолога.

## Описание

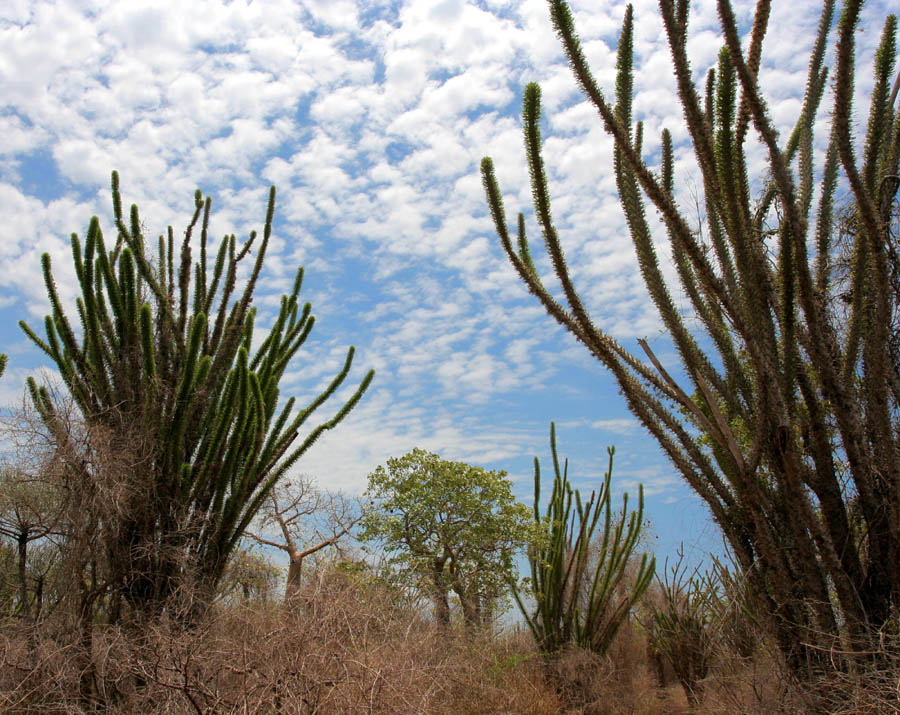
Типовой вид —

Виды рода являются колючими суккулентными кустарниками и деревьями высотой от 2 до 20 метров, с листьями, которые опадают во время долгого сухого сезона. Листья в парах, длиной 0,5—3,5 см, с одним или двумя шипами длиной 2-2,5 см в пазухе каждой пары листьев. Цветки мелкие.
Alluaudia ascendens, Alluaudia procera, Alluaudia montagnacii и Alluaudia dumosa формируют высокий центральный ствол с отходящими сильными вертикальными ветвями. Alluaudia comosa и Alluaudia humbertii ниже, эти два вида формируют густой клубок горизонтальных ветвей.

## Ареал
Все виды аллюодии являются эндемиками южной флористической области Мадагаскара, где они составляют важный компонент мадагаскарских колючих лесов.

## Таксономия
Alluaudia (Drake) Drake, первое упоминание в Compt. Rend. Hebd. Séances Acad. Sci. 133: 240 (1901).

### Виды
Подтвержденные виды по данным сайта Plants of the World Online на 2023 год:
- Alluaudia ascendens Drake — Аллюодия восходящая
- Alluaudia comosa Drake
- Alluaudia dumosa Drake — Аллюодия густая
- Alluaudia humbertii Choux — Аллюодия Гумберта[источник не указан 616 дней]
- Alluaudia montagnacii Rauh
- Alluaudia procera Drake typus[4] — Аллюодия высокая

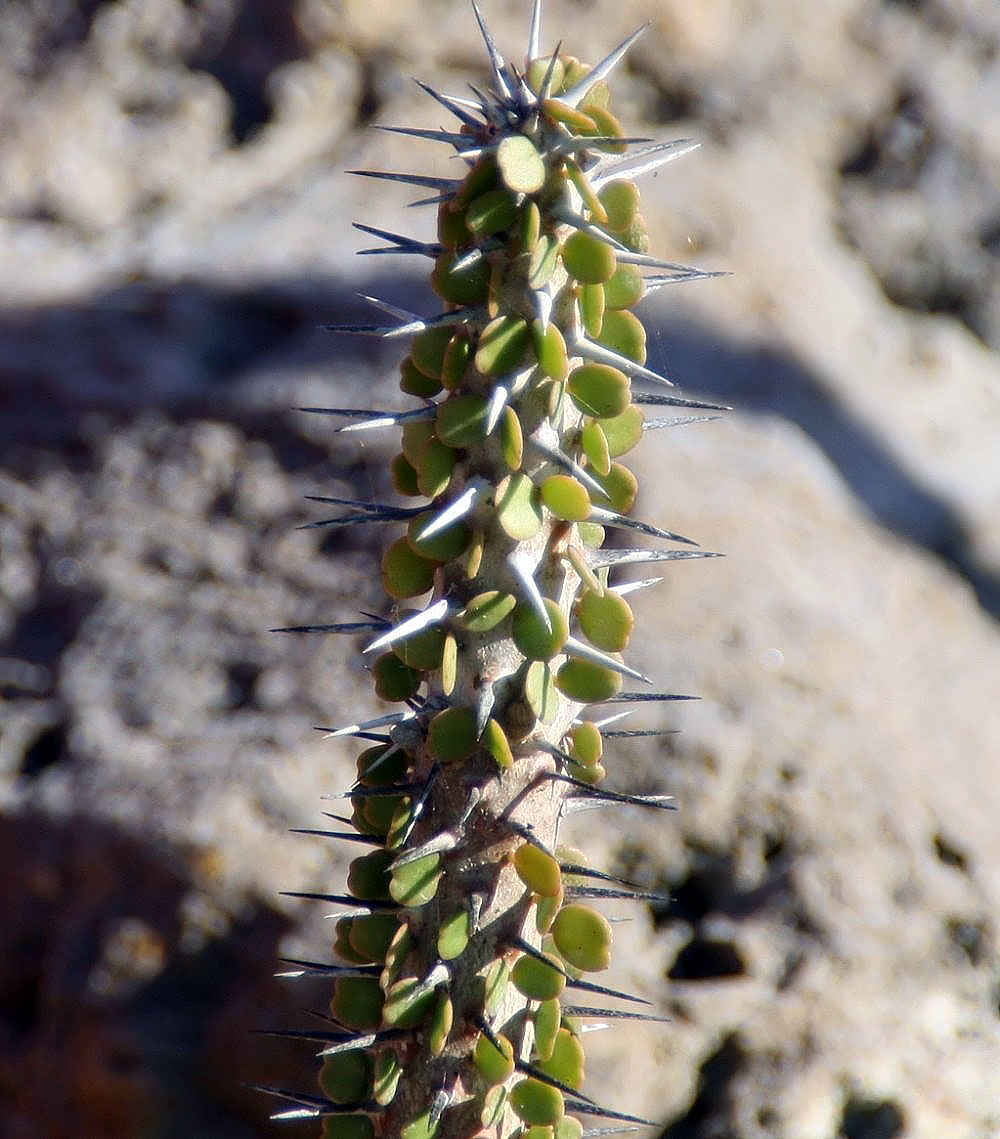
Alluaudia ascendens
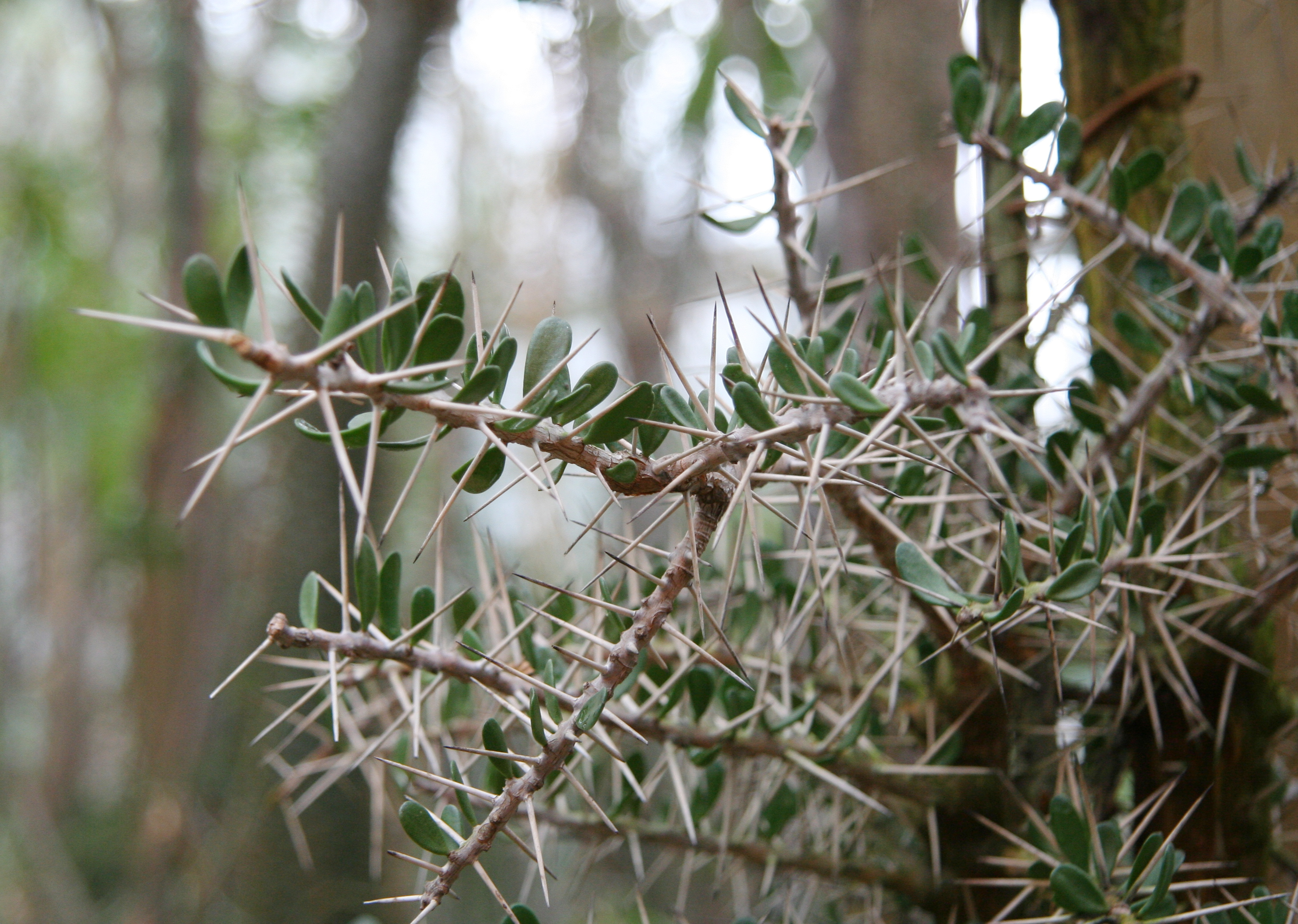
Alluaudia comosa
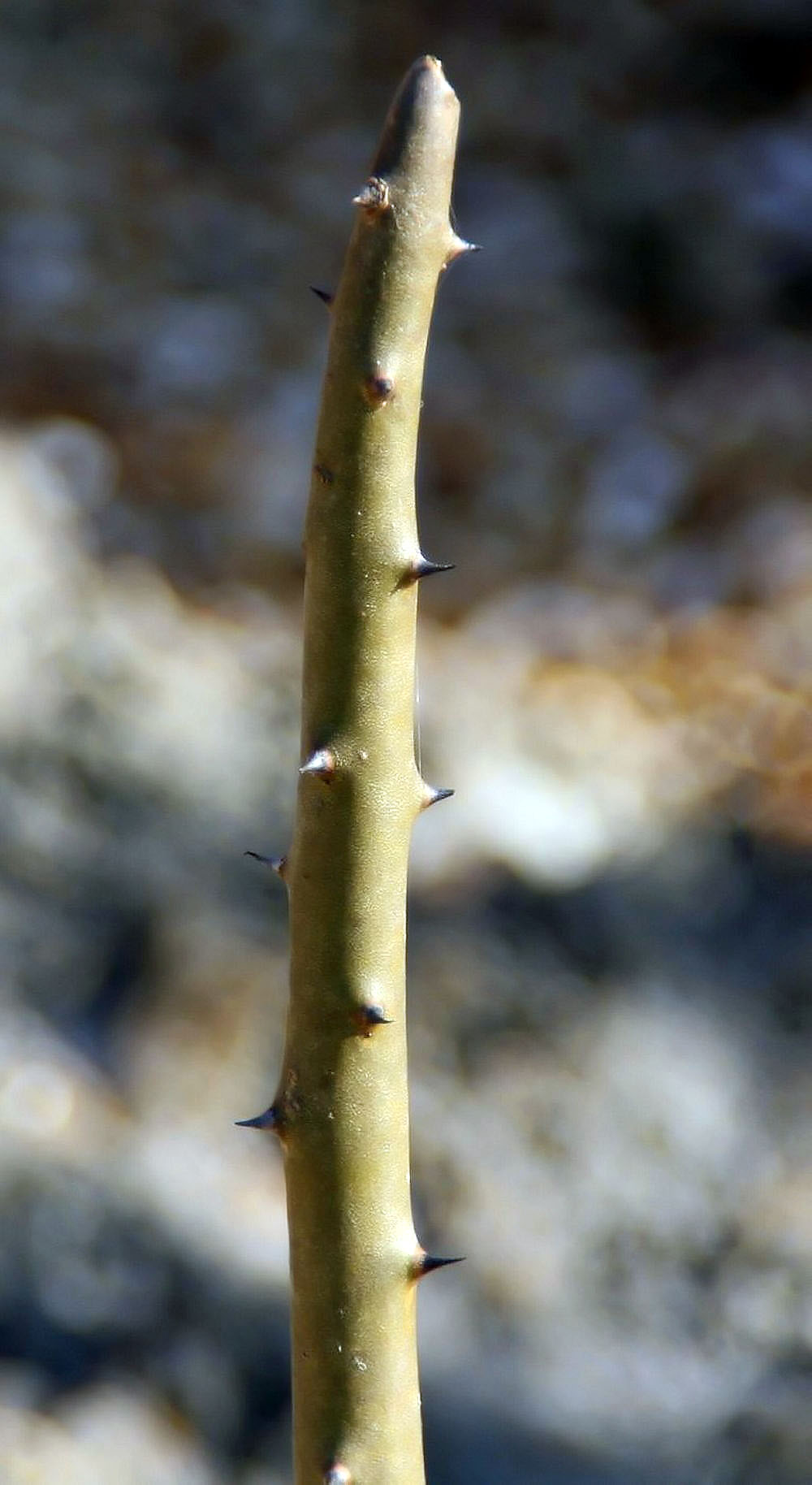
Alluaudia dumosa
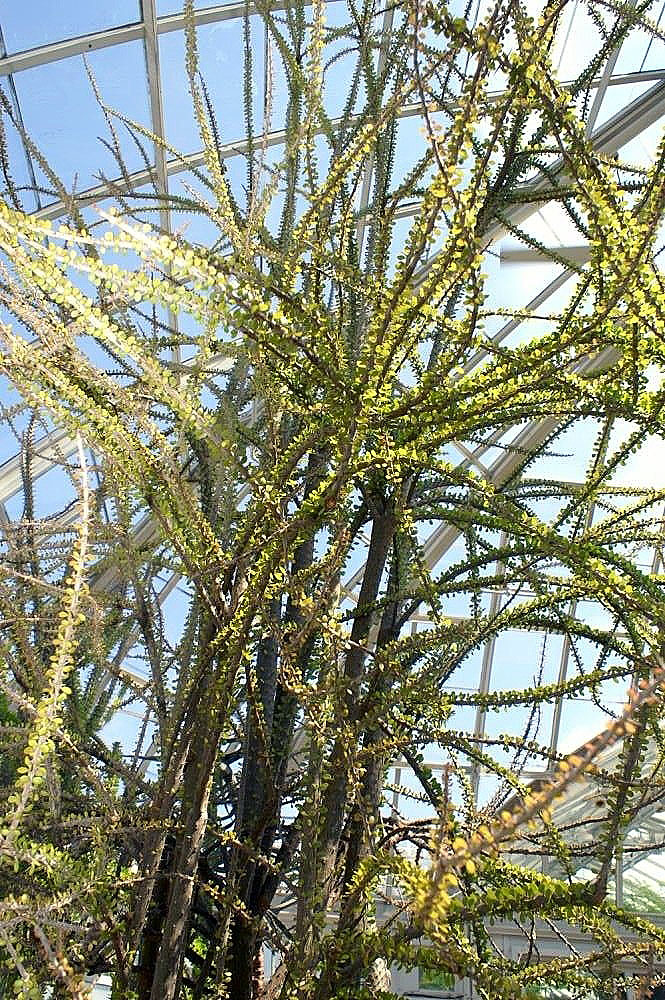
Alluaudia humbertii
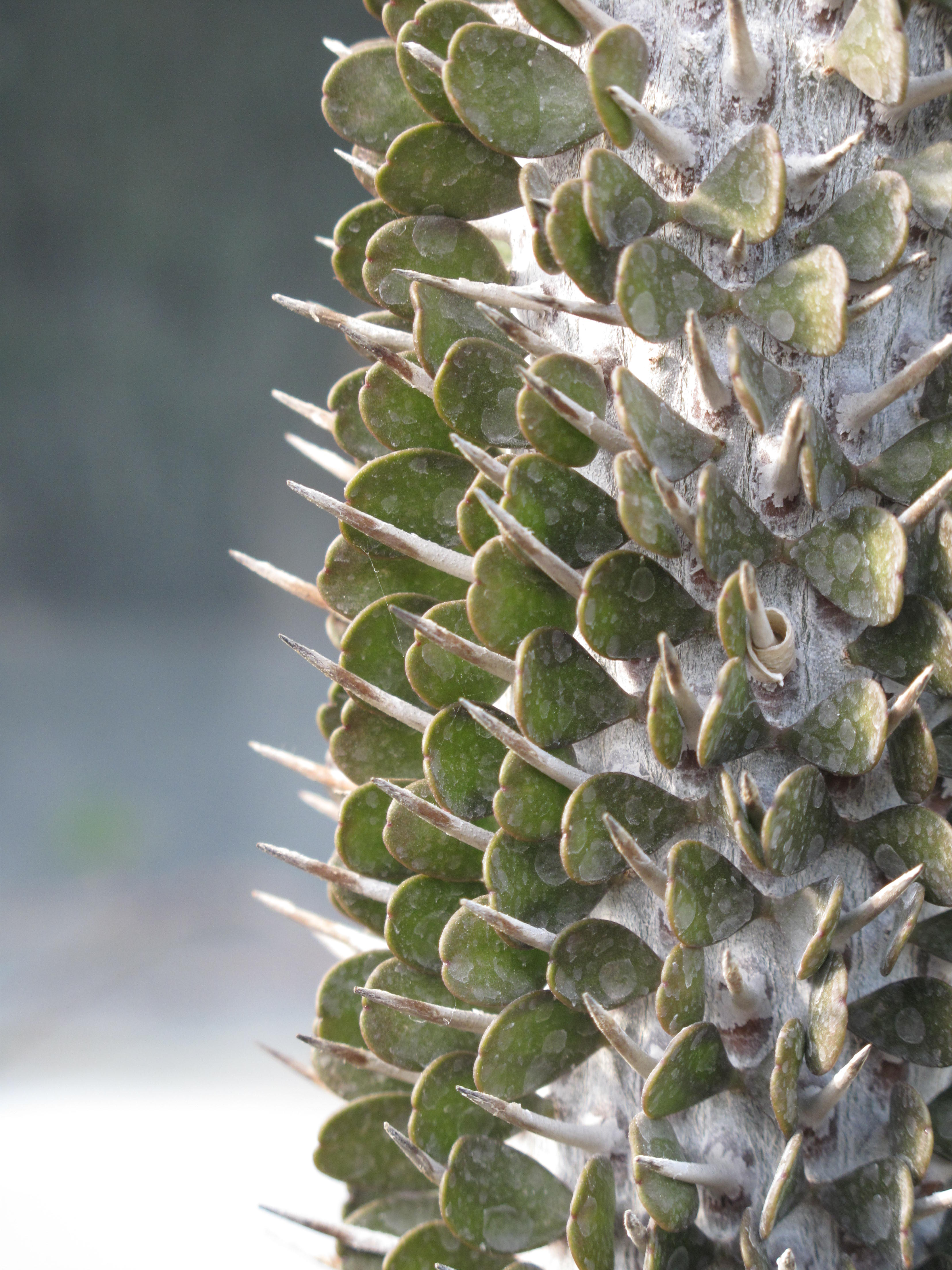
Alluaudia montagnacii
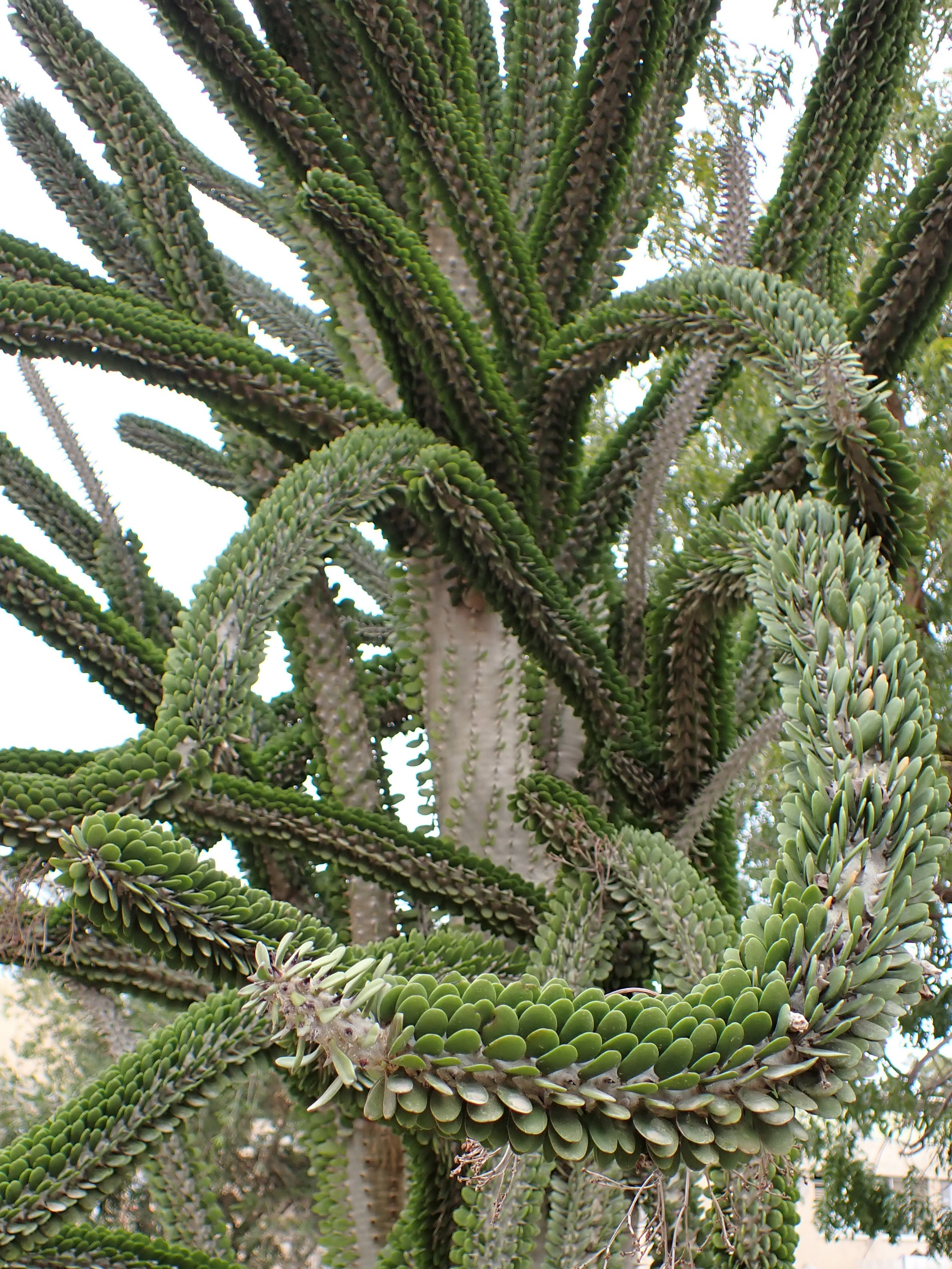
Alluaudia procera

## Использование
Несколько видов выращиваются в качестве декоративных растений в крытых помещениях в специализированных коллекциях суккулентов.